# Formula 1 sezona 2024
Sezona Formule 1 2024 je petinsedemdeseta sezona Svetovnega prvenstva Formule 1 pod okriljem FIE. Začela se je 2. marca 2024 z dirko za Veliko nagrado Bahrajna, končala pa 8. decembra 2024 s štiriindvajseto dirko sezone za Veliko nagrado Abu Dabija. Naslov dirkaškega prvaka je četrtič zapored osvojil Nizozemec Max Verstappen iz moštva Red Bull Racing, deveti naslov moštvenega prvaka je osvojil McLaren.

## Dirkači in moštva
Seznam moštev in dirkačev Svetovnega prvenstva Formule 1 v sezoni 2024.
| Moštvo                        | Konstruktor                  | Šasija   | Motor               | Gume | Št       | Dirkača(-i)                                     | Testni dirkač(-a/i) |
| ----------------------------- | ---------------------------- | -------- | ------------------- | ---- | -------- | ----------------------------------------------- | ------------------- |
| BWT Alpine F1 Team            | Alpine-Renault               | A524     | Renault E-Tech RE24 | P    | 10 31    | Pierre Gasly Esteban Ocon                       |                     |
| Aston Martin Aramco F1 Team   | Aston Martin Aramco-Mercedes | AMR24    | Mercedes-AMG F1 M15 | P    | 14 18    | Fernando Alonso Lance Stroll                    |                     |
| Scuderia Ferrari              | Ferrari                      | SF-24    | Ferrari 066/12      | P    | 16 55 38 | Charles Leclerc Carlos Sainz Jr. Oliver Bearman |                     |
| MoneyGram Haas F1 Team        | Haas-Ferrari                 | VF-24    | Ferrari 066/10      | P    | 20 27    | Kevin Magnussen Nico Hülkenberg                 |                     |
| Stake F1 Team Kick Sauber     | Kick Sauber-Ferrari          | C44      | Ferrari 066/12      | P    | 24 77    | Ćou Guanju Valtteri Bottas                      |                     |
| McLaren Formula 1 Team        | McLaren-Mercedes             | MCL38    | Mercedes-AMG F1 M15 | P    | 4 81     | Lando Norris Oscar Piastri                      |                     |
| Mercedes-AMG Petronas F1 Team | Mercedes                     | F1 W15   | Mercedes-AMG F1 M15 | P    | 44 63    | Lewis Hamilton George Russell                   |                     |
| Visa Cash App RB F1 Team      | RB-Honda RBPT                | VCARB 01 | Honda RBPTH002      | P    | 3 22     | Daniel Ricciardo Juki Cunoda                    |                     |
| Oracle Red Bull Racing        | Red Bull Racing-Honda RBPT   | RB20     | Honda RBPTH002      | P    | 1 11     | Max Verstappen Sergio Pérez                     |                     |
| Williams Racing               | Williams-Mercedes            | FW46     | Mercedes-AMG F1 M15 | P    | 2 23     | Logan Sargeant Alexander Albon                  |                     |
| Viri:                         |                              |          |                     |      |          |                                                 |                     |

## Koledar dirk
| Št. | Dirka             | Dirkališče  | Datum         | Najboljši štartni položaj | Naj. krog        | Zmag. dirkač     | Zmag. moštvo               | Poročilo |
| --- | ----------------- | ----------- | ------------- | ------------------------- | ---------------- | ---------------- | -------------------------- | -------- |
| 1   | Bahrajn           | Bahrain     | 2. marec      | Max Verstappen            | Max Verstappen   | Max Verstappen   | Red Bull Racing-Honda RBPT | Poročilo |
| 2   | Saudova Arabija   | Jeddah      | 9. marec      | Max Verstappen            | Charles Leclerc  | Max Verstappen   | Red Bull Racing-Honda RBPT | Poročilo |
| 3   | Avstralija        | Albert Park | 24. marec     | Max Verstappen            | Charles Leclerc  | Carlos Sainz Jr. | Ferrari                    | Poročilo |
| 4   | Japonska          | Suzuka      | 7. april      | Max Verstappen            | Max Verstappen   | Max Verstappen   | Red Bull Racing-Honda RBPT | Poročilo |
| 5   | Kitajska          | Shanghai    | 21. april     | Max Verstappen            | Fernando Alonso  | Max Verstappen   | Red Bull Racing-Honda RBPT | Poročilo |
| 6   | Miami             | Miami       | 5. maj        | Max Verstappen            | Oscar Piastri    | Lando Norris     | McLaren-Mercedes           | Poročilo |
| 7   | Emilija - Romanja | Imola       | 19. maj       | Max Verstappen            | George Russell   | Max Verstappen   | Red Bull Racing-Honda RBPT | Poročilo |
| 8   | Monako            | Monaco      | 26. maj       | Charles Leclerc           | Lewis Hamilton   | Charles Leclerc  | Ferrari                    | Poročilo |
| 9   | Kanada            | Montreal    | 9. junij      | George Russell            | Lewis Hamilton   | Max Verstappen   | Red Bull Racing-Honda RBPT | Poročilo |
| 10  | Španija           | Catalunya   | 23. junij     | Lando Norris              | Lando Norris     | Max Verstappen   | Red Bull Racing-Honda RBPT | Poročilo |
| 11  | Avstrija          | Spielberg   | 30. junij     | Max Verstappen            | Fernando Alonso  | George Russell   | Mercedes                   | Poročilo |
| 12  | V. Britanija      | Silverstone | 7. julij      | George Russell            | Carlos Sainz Jr. | Lewis Hamilton   | Mercedes                   | Poročilo |
| 13  | Madžarska         | Hungaroring | 21. julij     | Lando Norris              | George Russell   | Oscar Piastri    | McLaren-Mercedes           | Poročilo |
| 14  | Belgija           | Spa         | 28. julij     | Charles Leclerc           | Sergio Pérez     | Lewis Hamilton   | Mercedes                   | Poročilo |
| 15  | Nizozemska        | Zandvoort   | 25. avgust    | Lando Norris              | Lando Norris     | Lando Norris     | McLaren-Mercedes           | Poročilo |
| 16  | Italija           | Monza       | 1. september  | Lando Norris              | Lando Norris     | Charles Leclerc  | Ferrari                    | Poročilo |
| 17  | Azerbajdžan       | Baku        | 15. september | Charles Leclerc           | Lando Norris     | Oscar Piastri    | McLaren-Mercedes           | Poročilo |
| 18  | Singapur          | Marina Bay  | 22. september | Lando Norris              | Daniel Ricciardo | Lando Norris     | McLaren-Mercedes           | Poročilo |
| 19  | ZDA               | Americas    | 20. oktober   | Lando Norris              | Esteban Ocon     | Charles Leclerc  | Ferrari                    | Poročilo |
| 20  | Mehike            | México      | 27. oktober   | Carlos Sainz Jr.          | Charles Leclerc  | Carlos Sainz Jr. | Ferrari                    | Poročilo |
| 21  | Sao Paulo         | Interlagos  | 3. november   | Lando Norris              | Max Verstappen   | Max Verstappen   | Red Bull Racing-Honda RBPT | Poročilo |
| 22  | Las Vegas         | Las Vegas   | 23. november  | George Russell            | Lando Norris     | George Russell   | Mercedes                   | Poročilo |
| 23  | Katar             | Losail      | 1. december   | George Russell            | Lando Norris     | Max Verstappen   | Red Bull Racing-Honda RBPT | Poročilo |
| 24  | Abu Dabi          | Yas Marina  | 8. december   | Lando Norris              | Kevin Magnussen  | Lando Norris     | McLaren-Mercedes           | Poročilo |